# ايجيم اركيك
ايجيم اركيك (مواليد 24 يونيو 1989) هي ممثلة تركية، شاركت في مسلسل المحافظ وأيام جميلة.

## روابط خارجية
- ايجيم اركيك على موقع IMDb (الإنجليزية)
- ايجيم اركيك على موقع قاعدة بيانات الفيلم (الإنجليزية)